# Кубок прогресса
Кубок прогресса — хоккейный приз, существовавший с 1966 по 1994 год. Вручался за улучшение показателей в сравнении с показателями предыдущего сезона. Учредителями являлись газета «Советский спорт» (1966—1970) и киевская «Рабочая газета» (1982—1994). С 1994 года не вручается.
Оценка прогресса с 1966 по 1970 год определялась следующим образом:
- передвижение выше на каждое непризовое место - 1 очко
- передвижение выше на каждое призовое (2 и 3) место - 3 очка
- передвижение на чемпионское место - 5 очков

При равенстве очков приз вручался команде, занявшей более высокое место.
Оценка прогресса с 1982 года определялась следующим образом:
- каждому месту в турнирной таблице соответствовало определённое количество баллов – за последнее место 1 балл, за предпоследнее 2, и так до первого места, в зависимости от количества команд в чемпионате
- команде, занявшей более высокое место по сравнению с предыдущим сезоном, суммировались баллы начиная от прошлогоднего места до места в текущем сезоне включительно
- чемпиону, в случае защиты титула, начислялось двойное количество баллов за первое место

## Все лауреаты
| Сезон     | Команда                   |
| --------- | ------------------------- |
| 1965/1966 | «Динамо» Москва           |
| 1966/1967 | «Спартак» Москва          |
| 1967/1968 | ЦСКА Москва               |
| 1968/1969 | «Автомобилист» Свердловск |
| 1969/1970 | ЦСКА Москва               |
| 1971-1981 | Не вручался               |
| 1981/1982 | «Торпедо» Горький         |
| 1982/1983 | «Динамо» Рига             |
| 1983/1984 | «Химик» Воскресенск       |
| 1984/1985 | Не вручался               |
| 1985/1986 | «Спартак» Москва          |
| 1986/1987 | СКА Ленинград             |
| 1987/1988 | «Динамо» Рига             |
| 1988/1989 | «Химик» Воскресенск       |
| 1989/1990 | «Динамо» Москва           |
| 1990/1991 | «Спартак» Москва          |
| 1991/1992 | «Трактор» Челябинск       |
| 1992/1993 | «Лада» Тольятти           |
| 1993/1994 | «Итиль» Казань            |

- Призы российского хоккея
- Чемпионат СССР по хоккею с шайбой
- Чемпионат МХЛ по хоккею с шайбой